# Autorité de radiodiffusion d'Israël
Pour les articles homonymes, voir IBA.

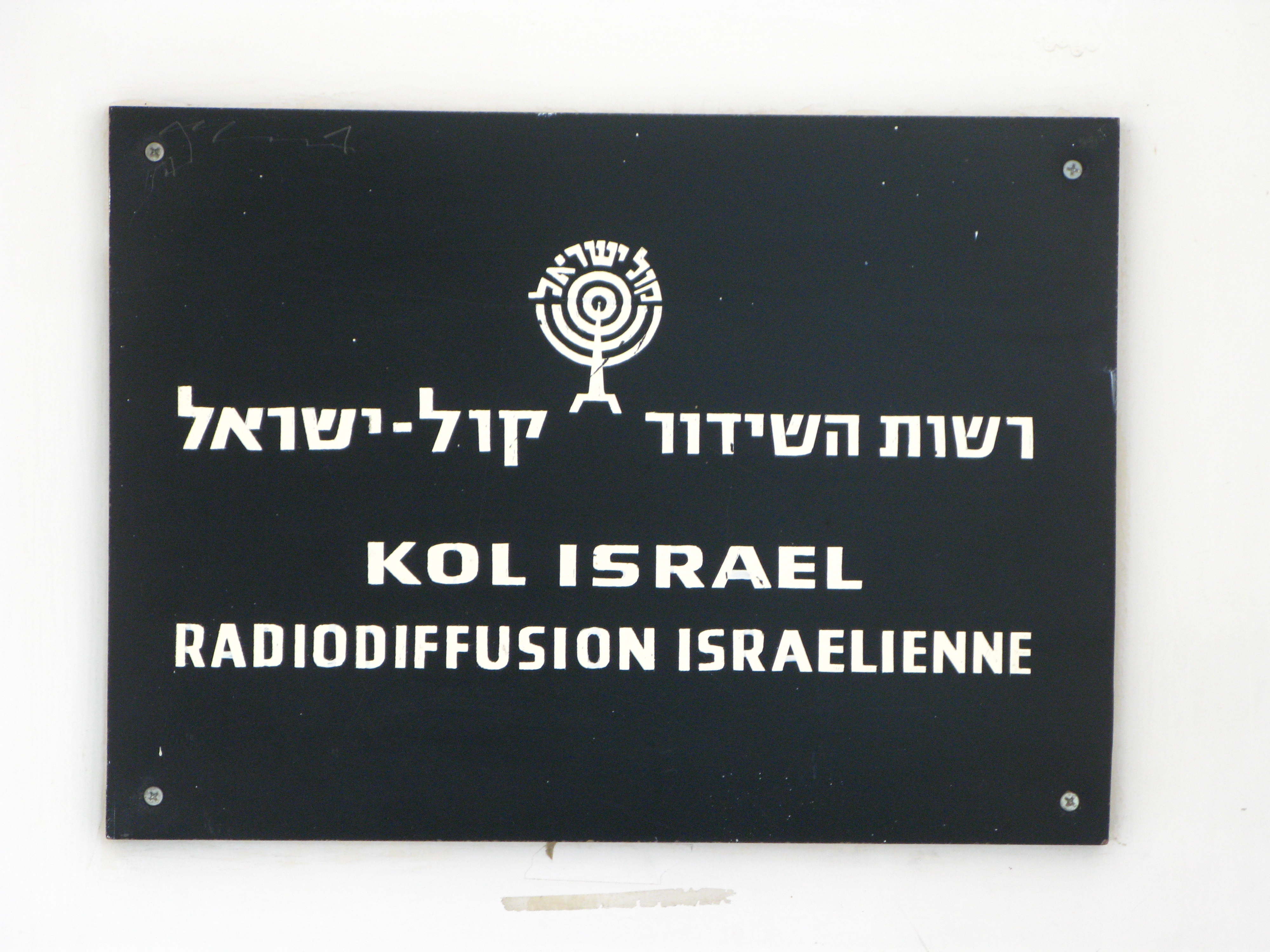
Plaque sur le bâtiment de Kol Israel, la radiodiffusion israélienne, à Jérusalem.

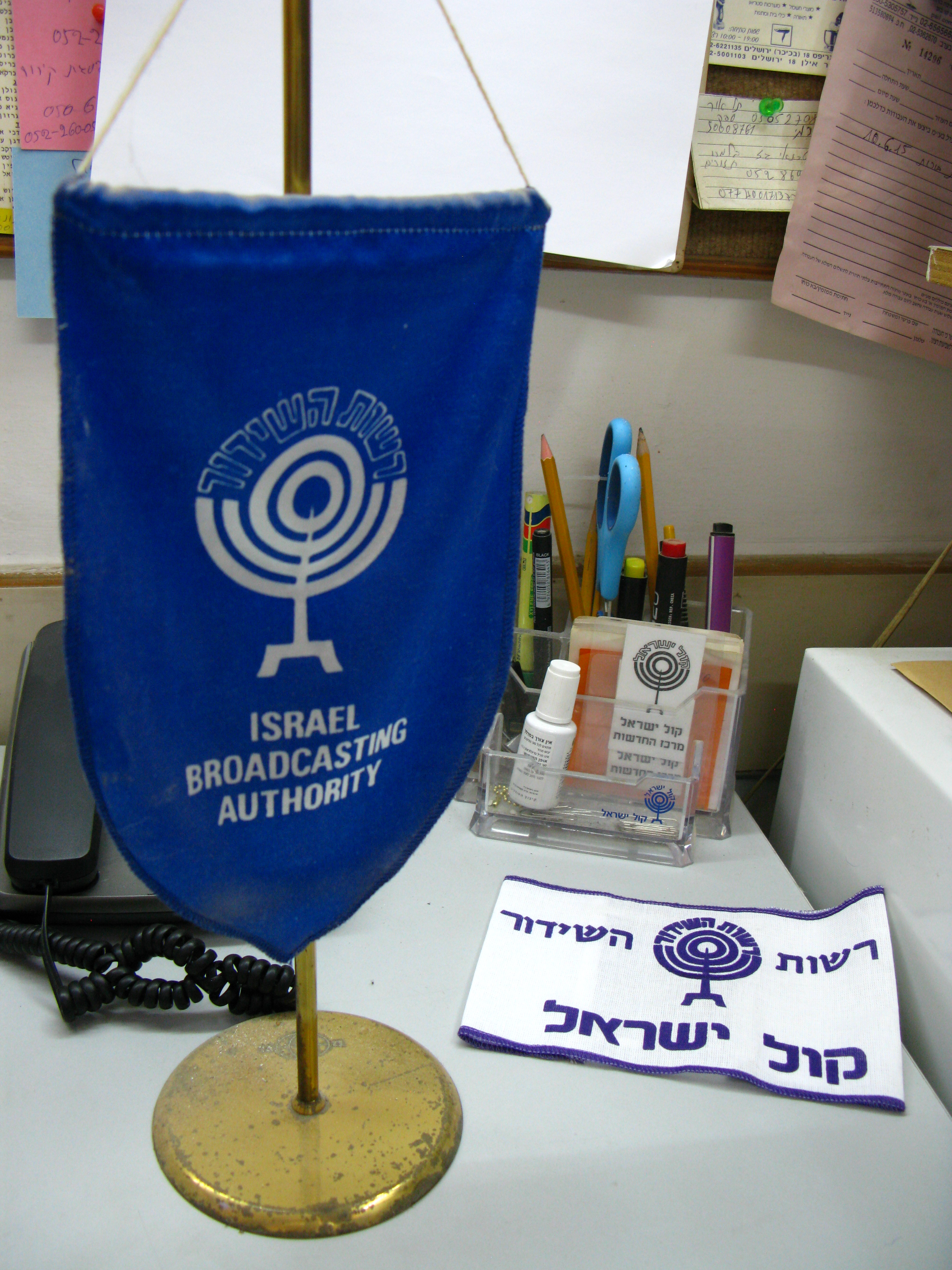
Anciens logos de l'IBA.

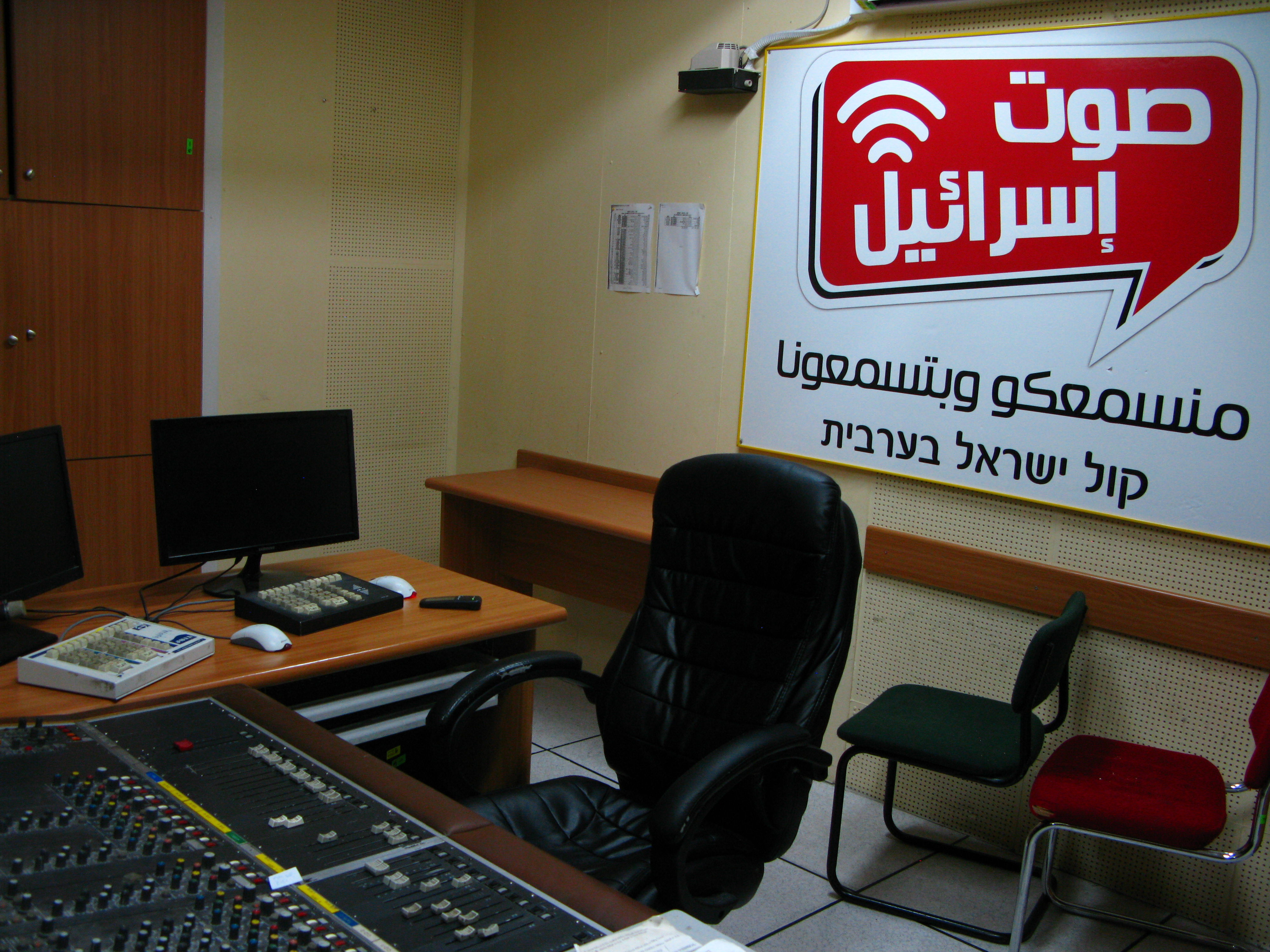
Studios de Kol Israel.

L’Autorité de radiodiffusion d’Israël  (en hébreu : רָשׁוּת השׁידוּר, Rashùt Ha-Shidúr, en anglais : Israel Broadcasting Authority, IBA) est l'ancien organisme de radio-télévision publique d'Israël. Créée en 1965, elle est dissoute en 2017.
La Société de radiodiffusion publique israélienne remplace l'IBA le 15 mai 2017.

## Histoire
L'IBA trouve son origine avec la station radio Kol Israel, qui fait sa première diffusion en tant que radio indépendante le 14 mai 1948. Le nom de l'organisme gérant Kol Israel est changé en Service de radiodiffusion en 1951. La loi créant l’Autorité de radiodiffusion est adoptée par la Knesset le 6 juin 1965. La diffusion de la télévision commence le 2 mai 1968 mais les émissions en couleur n'apparaissent que le 13 janvier 1981, même si des  diffusions ponctuelles d'émissions en couleur ont eu lieu plus tôt, comme le concours Eurovision de la chanson 1979. 
En 1990, le Parlement israélien vote une loi pour la création d'une Seconde Autorité israélienne de radiotélévision, dont la fonction est de réguler les télévisions commerciales et les radios privées, et ce pour la première fois en Israël. Jusqu'à la création de cette seconde autorité et la large diffusion permise par le câble en Israël (qui produit aussi ses propres programmes pour le marché local, diffusé par le câble au début des années 1990), l'IBA maintient un monopole virtuel sur la diffusion et la production de radio-télévision en Israël. Il y a cependant quelques exceptions, comme les émissions diffusées le matin et l'après-midi par les chaînes de l'IBA, produites par la télévision éducative, le service de radio de l'armée et aussi la radio privée « La voix de la Paix » qui diffuse depuis la mer, en dehors des eaux territoriales israéliennes.
Après un long débat politique, l'autorité est supprimée le 15 mai 2017 et remplacée par une Corporation de radiodiffusion publique (Israel Broadcasting Corporation dont l'acronyme en hébreu est Kan) ayant un format bien plus réduit dont les débuts, le 15 mai 2017, se heurtent à l'opposition d'employés licenciés de l'IBA.
La réforme de l'IBA vise officiellement à dynamiser un service à bout de souffle, à regagner le terrain perdu face aux chaînes privées et à assainir un gouffre financier. Elle est d'abord soutenue par le Premier ministre Benyamin Netanyahou qui y voyait un moyen de réduire l'influence de journalistes hostiles à son gouvernement et qui aurait changé d'avis lorsqu'il aurait compris qu'il contrôlerait plus difficilement encore les journalistes de chaines privées.
La dernière retransmission majeure de la chaîne est le 62e Concours Eurovision le 13 mai.

## Financement
L'IBA, pour ses programmes et sa diffusion nationale, est financée par une redevance que doit payer chaque possesseur d'un poste de télévision. Des fonds supplémentaires sont reçus par des parrainages d'entreprises commerciales privées et par la publicité à la radio.

## Affiliation
L'IBS, puis l'IBA est membre de l'Union européenne de radio-télévision depuis 1957.

## Activités
L'IBA opère[Quand ?] 3 chaînes de télévision et plusieurs stations de radio.  Les chaînes de télévision sont pratiquement sans publicité, mais certaines émissions sont souvent « parrainées » par des marques commerciales. Par contre, la publicité est totalement autorisée sur les radios.

### Radio
Plusieurs disparaissent en 2017 :
Kol Israel (« La voix d'Israël ») est un nom commun, autant pour le réseau de radio d'IBA que pour le service de radiodiffusion internationale.
- Reshet Aleph (« Chaîne A »).
- Reshet Beit (« Chaîne B ») : radio grand public.
- Reshet Gimel (« Chaîne C ») : radio destinée à la promotion de la musique israélienne.
- Reshet Dalet (« Chaîne D ») : radio en langue arabe.
- Reka (Collect immigration radio) : radio pour les immigrants en Israël. Diffusé en 13 langues (principalement le russe). Il s'est appelé auparavant Kol zion la'golah (Voix d'Israël à l'étranger) puis Reshet hey (« Chaîne E »).
- 88 FM : radio de musique de qualité.
- Kol ha-musika (« La voix de la musique ») : radio de musique classique.

Il y a aussi en Israël, des radios éducatives.

### Télévision
- Haarutz Ha-Rishon - « Canal 1 » : la principale chaine d'IBA  (jusqu'en 1994, elle se nommait Ha-Televizya Ha-Klalit - la « Télévision générale » -  ou simplement Ha-Televizya Ha-Israelit - la « Télévision israélienne ») fermé le 10 mai 2017.
- Arutz 33 - « Canal 33 ».